# 武村陽子
武村 陽子（たけむら ようこ、1980年5月12日 - ）は、近畿地方を拠点に活動する日本のタレント。テレビのリポーター、ラジオパーソナリティ、女優としての活動を主とする。

## 来歴
愛媛県出身。甲南女子大学卒業。
大学在学中の21歳の時にMC企画傘下のタレント養成所「CHK 中央放送研究会」に入所し、MC企画ボイス部門の所属タレントとなる。長年同事務所に所属していたが、2019年7月時点では事務所公式サイトの所属者一覧に名前が記載されていない。

## 出演

### テレビ番組
- おはよう朝日です（朝日放送、2002年度） - 「関西トレンド倶楽部」水曜リポーター
- 田渕岩夫の得ダネ!てれび（KBS京都、2003年 - 2004年度） - 火曜リポーター
- ダルコロ!!（KBS京都）
- 駅・旬彩（テレビ大阪）
- 歴史街道（朝日放送） - 旅人
- ニューススクランブル（読売テレビ、2004年10月 - 2009年3月） - 「小谷さんのズバッと予報」アシスタント兼「トレかん！」リポーター[4]
- 連続テレビ小説 わかば（NHK、2004年度下半期） - 平泉郁江 役
- 西播磨発サタデー9（サンテレビ）
- 加東ジュニアサイクルロードレース2007（KBS京都） - リポーター
- 京都うまいもん（KBS京都）
- ぐるっと関西プラス（NHK大阪放送局、2008年度） - 「ぐるっと巡礼新西国編」アシスタントリポーター
- キラりん滋賀（びわ湖放送） - 水曜・木曜キャスター

### ラジオ番組
- ペットモデル（ラジオ関西）
- F.C.オフサイドトーク（ABCラジオ、2007年10月 - 2010年7月[5]） - アシスタント
- 昼どきパーク837（やぁみんな）（FM千里） - パーソナリティ[6]
- 三嶋・タケコのごきげんフライデー（FM千里） - パーソナリティ